# NGC 677
NGC 677 is een elliptisch sterrenstelsel in het sterrenbeeld Ram. Het hemelobject werd op 25 september 1886 ontdekt door de Amerikaanse astronoom Lewis A. Swift.

## Synoniemen
- PGC 6673
- UGC 1275
- MCG 2-5-42
- ZWG 437.39
- NPM1G +12.0057
- IRAS01464+1249